# V1494 Aquilae
V1494 Aquilae eller Nova Aquilae 1999b var en nova i stjärnbilden Örnen.  
Novan upptäcktes av nova- och kometjägaren Alfredo Pereira (Portugal) den 1 december 1999. Novan var då magnitud +6,0 och på väg att bli ljusstarkare. Vid maximum nådde den +4,0 och var alltså väl synlig för blotta ögat. 